# Porcellionides glaber
Porcellionides glaber is een pissebed uit de familie Porcellionidae. De wetenschappelijke naam van de soort is voor het eerst geldig gepubliceerd in 1856 door Koch.